# Ponta Preta (udde i Kap Verde, Sal)
Ponta Preta är en udde i Kap Verde.   Den ligger i kommunen Sal, i den nordöstra delen av landet, 220 km norr om huvudstaden Praia. Ponta Preta ligger på ön Sal Island.
Terrängen inåt land är platt. Havet är nära Ponta Preta åt nordväst. Runt Ponta Preta är det ganska tätbefolkat, med 96 invånare per kvadratkilometer.. Närmaste större samhälle är Espargos, 8,0 km sydost om Ponta Preta. 
Omgivningarna runt Ponta Preta är i huvudsak ett öppet busklandskap.